# Don't You Want My Number
«Don't U Want My No.?» es el sexto sencillo publicado por la cantante inglesa Lisa Scott-Lee. Es el primero de su primer álbum oficialmente publicado "Never Or Now", publicado por Concept Records UK.

## El sencillo
"Don't U Want My No.?" es el primer sencillo de su disco "Never Or Now", publicado simplemente en Bélgica, Holanda, Luxemburgo y Sudáfrica, y más tarde en China y el Reino Unido, vía digitalmente en RU.
El sencillo fue publicado el 22 de enero del 2007 en Bélgica, Holanda, Luxemburgo; el 23 de enero en Sudáfrica, y más tarde en China, país donde el álbum y el sencillo fueron publicados.
El sencillo ha tenido bastante éxito de ventas, llegando al Top 10 de estos países, aunque no ha llegado a ser un éxito, debido al rápido descenso de las listas, en el que en menos de 4 semanas ya estaba fuera del Top 20, y en algunos casos, fuera ya del Top 40.

## Lista de canciones
CD 1
1. «Don't U Want My No.?» [Radio Edit]
2. «Make It Last Forever»
3. «I'm Burning

»
CD 2
1. «Don't U Want My No.?» [Radio Edit]
2. «Don't U Want My No.?» [Original Club Mix]
3. «Make It Last Forever»
4. «Too Far Gone» [Radio Edit]

## Posiciones en las listas
| Lista (2007)                   | Posición |
| ------------------------------ | -------- |
| UK Top 75 Singles              | TBR      |
| Belgium Singles Charts         | 7        |
| The Netherlands Top 50 Singles | 9        |
| Luxemburg Top 20 Hits          | 3        |
| China Singles Chart            | 10       |
| South Africa Top 40 Singles    | 9        |

## Movimiento en las listas
| Posición | 10 | 9 | 7 | 12 | 19 | 24 | 30 | 47 | 58 | 60 | 75 | 89 | 107 | 124 | Out | Out |

| Posición | 5 | 6 | 3 | 5 | 6 | 8 | 10 | 14 | 20 | 24 | 30 | 35 | 41 | 39 | 50 | 75 | 89 | 99 | 112 | 137 | Out | Out |

| Posición | 9 | 16 | 24 | 39 | 40 | 35 | 20 | 40 | 58 | 85 | 109 | 167 | Out | Out |

| Posición | 12 | 9 | 18 | 30 | 47 | 69 | 85 | 100 | 157 | Out |

| Posición | 15 | 11 | 10 | 15 | 20 | 40 | 75 | 100 | 175 | Out |

- Datos: Q5813122